# キャンプ・マーシー
キャンプ・マーシー (Camp Mercy) あるいは「牧港H地区」(Machinato H Area) は沖縄県宜野湾市の普天間基地の西側にあった米軍基地。施設番号はFAC6052。

## 概要
米軍は沖縄戦から、占領地に大規模に工兵隊を導入して基地建設を開始した。前線で日本軍とたたかい、沖縄戦を生きのびた住民は民間人収容所に収容し、圧倒的な速度と物量で基地建設をすすめた。
普天間飛行場の周辺では、西側の真志喜地域も接収してキャンプ・マーシーを設置し、陸軍病院、獣医センター、米兵家族の小学校などを建設。さらに牧港湾の宇地泊にはキャンプ・ブーンを設立して憲兵隊司令部、陸軍中央パス発行所、野外集積場、陸軍中央パス発行所、陸軍民間人事部などを敷設し、主に基地の治安維持、保全を図るための施設を集約した。

## キャンプ・マーシー
1945年、沖縄戦での占領から継続して使用される。
1959年の地図では普天間飛行場の西側にキャンプ・マーシーが国道一号線を隔てて二カ所に分かれていることが示されている。陸軍医療事務部隊の管理下におかれ、獣医センター、小学校、ＯＲＥ本部、など計92棟と、バレーボールコートなどの施設計32件が建設された。
- 場所: 宜野湾市真志喜
- 面積: 約 364,200 ㎡

施設物: 
- 陸軍病院 (現在の沖縄米海軍病院)
- 米軍マーシー小学校[3]
- ORE (Okinawa Regional Exchange) 本部
- 獣医センター

1974年12月20日: 62,000 ㎡を返還。 
1976年3月31日: 全返還。

### 沖縄米海軍病院
最初の沖縄の米海軍病院は、もともとはキャンプ・マーシーのコンセットが並ぶ地区に陸軍病院として作られた。1958年に、現在のアメリカン・ビレッジの向かいにあるキャンプ桑江 (キャンプ・レスター) に移転した。太平洋全域で活動する米軍に治療を提供し、ベトナム戦争最盛期には最大700床まで拡張された。 2013年3月、キャンプ桑江から現在のキャンプ瑞慶覧 (キャンプフォスター) の現在の場所に移転した。 1977年2月28日、米軍病院沖縄が米海軍に移管された。

## 返還と跡地開発
1976年3月31日、キャンプ・マーシーの機能はキャンプ桑江に移転され、全返還された。この地域は、国道58号線から海岸線に至る場所に位置し、現在は真志喜地区土地区画整理事業が完了し、沖縄コンベンションセンターなどのコンベンションエリアと連動して宜野湾市の都市機能の中枢を担っている。